# Wawel (Schiff)
Die Wawel ist eine Fähre der polnischen Fährgesellschaft Polferries, die ursprünglich 1980 unter dem Namen Scandinavia für die schwedische Reederei Rederi Nordö in Dienst gestellt wurde. Das Schiff ist heute auf der Strecke zwischen Danzig (Polen) und Nynäshamn (Schweden) im Einsatz.

## Planung und Bau
Die Scandinavia wurde unter der Baunummer 569 bei der Kockums-Werft in Malmö als zweite Einheit von insgesamt drei Schwesterschiffen auf Kiel gelegt und am 1. Dezember 1979 vom Stapel gelassen. Ursprünglich war das Schiff vorrangig als RoRo-Frachter konzipiert und verfügte lediglich über eine Passagierkapazität von 175 Personen.

## Dienstzeit
Am 17. März 1980 wurde die Scandinavia an die Rederi Nordö abgeliefert und im April 1980 auf der Strecke von Koper nach Tartus in Dienst gestellt. Am 7. Juni 1980 sank das Schwesterschiff Zenobia auf seiner Jungfernfahrt vor Larnaka. Die Rederi Nordö verkaufte daraufhin die zwei verbleibenden Schwesterschiffe Scandinavia und Ariadne.
Beide Schiffe wurden an die bulgarische So Mejdunaroden Automobile Transport (SOMAT) verkauft. Die Scandinavia erhielt den Namen Tzarevetz und fuhr anschließend unter Charter für MedLink, die es auf verschiedenen Routen im Mittelmeer einsetzten. 1984 wurde das Schiff an seinen alten Besitzer Rederi Nordö verchartert und zwischen Griechenland und Italien eingesetzt. 1987 verlegte man das Schiff an die Ostsee. 1988 wurde es an DFDS verchartert und in der Nordsee eingesetzt. Im November 1988 wurde die Tzarevetz verkauft.
Der neue Eigner Sealink British Ferries benannte das Schiff Fiesta um. Anschließend wurde die Fiesta nach Afrika verchartert, wo sie jedoch nach kurzer Zeit aus Angst vor Piraterie vor der Küste Nigerias aufgelegt wurde. Von Juni 1989 bis Februar 1990 erfolgte ein Umbau des Schiffes zur Passagierfähre für den zukünftigen Einsatz zwischen Dover nach Calais. Nach Abschluss der Umbauarbeiten erhielt es den Namen Fantasia, die Indienststellung erfolgte im März 1990. Nur ein Jahr später wurde der Name in Stena Fantasia umgeändert, nachdem Sealink British Ferries von der Stena Line aufgekauft wurde. In den kommenden Jahren wurde das Schiff mehrmals umbenannt und modernisiert. Zuletzt war es als PO Canterbury im Dienst, bis es im Mai 2003 in Dünkirchen aufgelegt wurde.
Im Oktober 2003 wurde das Schiff an GA Ferries verkauft und im März 2004 nach Griechenland geschleppt, wo es ab Juni 2004 als Alkmini A zwischen Igoumenitsa und Brindisi im Dienst war.
Nach wenigen Monaten im Dienst wurde die Alkmini A an Polferries verkauft und in Wawel umbenannt. Im Februar 2005 wurde das Schiff auf der Strecke von Swinemünde und Ystad in Dienst gestellt. Im Oktober 2008 wurde das Schiff kurzzeitig an DFDS verchartert. Im Jahr 2015 wechselte es auf die Verbindung Danzig–Nynäshamn.